# Незлин, Вениамин Ефимович
Вениамин Ефимович (Хаимович) Незлин (1894—1975) — советский терапевт-кардиолог, доктор медицинских наук, профессор.

## Биография
Родился в семье торговца скобяными товарами Хаима Незлина и Игуды Давидовны Иткиной (1871—1960), уроженцев деревни Колышки Витебского уезда Витебской губернии (ныне Лиозненский район Витебской области. Дед, торговец сукном Давид Бениаминович Иткин, был купцом первой гильдии.
В 1919 окончил Московский университет. В течение десяти лет служил военврачом, затем перешёл на преподавательскую работу во 2-й Московский медицинский институт и Центральный институт усовершенствования врачей. В 1942–1944 находился в действующей армии. В 1944–1946 работал главным терапевтом Воронежского военного округа. В 1951 уехал в Кисловодск, где руководил кафедрой терапии и курортологии Центрального института усовершенствования врачей.
Был профессором-консультантом Лечебного санитарного управления Кремля. Арестован по «делу врачей», освобождён через месяц после смерти И. В. Сталина. В 1960–1965 руководил терапевтическим отделом в Институте сердечно-сосудистой хирургии Академии медицинских наук СССР в Москве.

## Семья
- Брат — доктор медицинских наук, профессор Соломон Ефимович (Хаимович) Незлин (1892, Колышки — 1990, Израиль), врач-фтизиатр, один из крупнейших специалистов по лечению туберкулёза, педагог, автор более 350 научных работ, в том числе 9 монографий. Также арестовывался по «делу врачей».
  - Племянник — Роальд Соломонович Незлин (род. 1930), доктор биологических наук, иммунолог и биохимик. Работал в Москве в Институте молекулярной биологии Академии наук СССР. В 1978 году подал заявление на выезд с семьей на постоянное место жительство в Израиль. Десять лет его семье отказывали в выездной визе. Затем профессор отдела иммунологии научно-исследовательского института имени Х. А. Вейцмана в Реховоте. Его основные научные работы посвящены строению, биосинтезу и функциям антител и других белков иммунной системы. Автор 110 научных работ и трёх монографий по этим проблемам. Редактор нескольких международных иммунологических журналов.
- Сын — Давид Вениаминович Незлин (род. 1925, Гомель), специалист в области радиолокации. В течение ряда лет возглавлял деятельность по разработке радаров на первых реактивных самолетах и в противовоздушной обороне СССР. Профессор Московского института электронной техники. Крупнейший специалист в области обработки цифровых сигналов, в создании метеорологических радаров. Автор 60 научных трудов и 12 руководств.
- Сын — Михаил Вениаминович Незлин (1928, Гомель — 1999, Москва), профессор, физик, доктор физико-математических наук, член-корреспондент Российской Академии Естественных наук. Работал в Московском институте атомной энергии. Автор 125 научных работ и двух монографий. Лауреат премии имени Л. А. Арцимовича. Основные труды посвящены различным проблемам физики плазмы, нелинейной физики, геофизической и астрофизической гидродинамики. Построил экспериментальную модель крупнейших атмосферных вихрей типа «большого красного пятна» Юпитера, предсказал существование гигантских вихрей между рукавами галактик.

## Научная деятельность
Автор первого руководства по ЭКГ (совместно с С. Е. Карпай).

## Публикации[5]
- Незлин В. Е. Патология и клиника ревматизма. М.–Л., 1940;
- Незлин В. Е. Анализ и клиническая оценка электрокардиограммы. М., 1948, 2-е изд., 1959 (совместно с Карпай С. Е.);
- Незлин В. Е. Нарушения венечного кровообращения. М., 1955;
- Незлин В. Е. Ревматические пороки сердца. М., 1968.